# Континентална боа джудже
Континенталните бои джуджета (Ungaliophis continentalis) са вид влечуги от семейство Боидни (Boidae).
Разпространени са в Централна Америка.
Таксонът е описан за пръв път от швейцарския зоолог Фриц Мюлер през 1880 година.